# 苏珊娜·姆克尔强

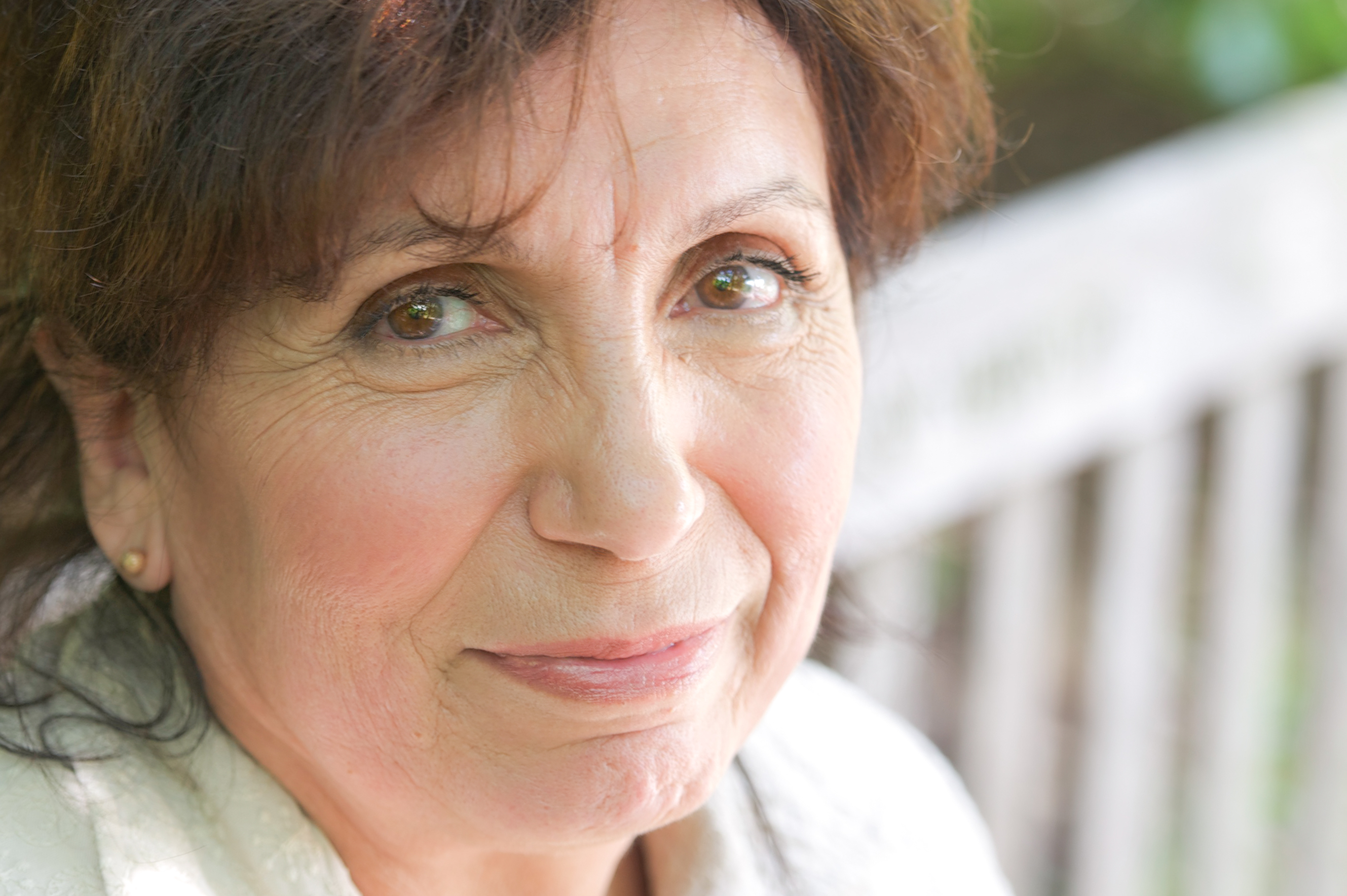

苏珊娜·姆克尔强（1949年8月26日—），亚美尼亚维基人，数据库和系统研究教授。她负责协调维基媒体亚美尼亚维基媒体协会贡献亚美尼亚语维基百科。2013年，分部协会举行首届会议正式成立，她自那时起担任协会主席。
2015年，她获得吉米·威尔斯颁发年度维基人荣誉奖。